# Centre de recherche allemand pour l'intelligence artificielle
Le Centre de recherche allemand sur l'intelligence artificielle (DFKI, en allemand) est l'un des plus grands instituts de recherche sous contrat à but non lucratif du monde sur la technologie logicielle basée sur des méthodes d'intelligence artificielle (IA). DFKI a été fondée en 1988 et possède des installations dans les villes allemandes de Kaiserslautern, Sarrebruck, Brême et Berlin. 
Les actionnaires de DFKI comprennent Google, Microsoft, SAP et Daimler. Les administrateurs sont Antonio Krüger (CEO) et Walter G. Olthoff (CFO). 

## Recherche
DFKI effectue des recherches sous contrat dans pratiquement tous les domaines de l'IA moderne, notamment la reconnaissance d' images et de modèles, la gestion des connaissances, la visualisation et la simulation intelligentes, les systèmes de déduction et multi-agents, la technologie de la parole et du langage, les interfaces utilisateur intelligentes, l'informatique de gestion et la robotique. DFKI a dirigé le projet national Verbmobil, un projet visant à traduire le discours spontané de manière robuste et bidirectionnelle en allemand / anglais et en allemand / japonais. 